# 哥伦布大道 (巴塞罗那)
哥伦布大道（Passeig de Colom）是西班牙加泰罗尼亚巴塞罗那一条排列着棕榈树的宽阔大道，位于旧城区，从哥伦布纪念碑向东到中央邮局所在的安东尼奥·洛佩斯广场，于1878年拆除海墙时兴建。
哥伦布大道6号是著名作家塞万提斯故居。该建筑的历史可以追溯到16世纪。